# Colonia Guadalupe Victoria, Zacualpan
Colonia Guadalupe Victoria är en ort i Mexiko.   Den ligger i kommunen Zacualpan och delstaten Morelos, i den sydöstra delen av landet, 80 km sydost om huvudstaden Mexico City. Colonia Guadalupe Victoria ligger 1 633 meter över havet och antalet invånare är 159.
Terrängen runt Colonia Guadalupe Victoria är kuperad österut, men västerut är den platt. Runt Colonia Guadalupe Victoria är det ganska tätbefolkat, med 155 invånare per kvadratkilometer. Närmaste större samhälle är Cuautla Morelos, 17,3 km väster om Colonia Guadalupe Victoria. Omgivningarna runt Colonia Guadalupe Victoria är en mosaik av jordbruksmark och naturlig växtlighet.